# Campeonato Mundial de Vela de 2018
El V Campeonato Mundial de Vela se celebró en Aarhus (Dinamarca) entre el 2 y el 12 de agosto de 2018 bajo la organización de la Federación Internacional de Vela (ISAF) y la Federación Danesa de Vela.
Las regatas se realizaron en la bahía de Aarhus. 

## Clases
En este campeonato se disputaron doce pruebas de las clases de vela olímpicas, que fueron seis masculinas, cinco femeninas y una mixta:
- Clases masculinas: Laser, RS:X, Finn, 470, 49er y Formula Kite[n 1]
- Clases femeninas: Laser radial, RS:X, 470, 49er FX y Formula Kite[n 1]
- Clase mixta: Nacra 17

## Calendario
| ● | Regatas clasificatorias |  | Regata de las medallas |

| Agosto de 2018  | Agosto de 2018  | Jue 02 | Vie 03 | Sáb 04 | Dom 05 | Lun 06 | Mar 07 | Mié 08 | Jue 09 | Vie 10 | Sáb 11 | Dom 12 |
| --------------- | --------------- | ------ | ------ | ------ | ------ | ------ | ------ | ------ | ------ | ------ | ------ | ------ |
| Laser           | Laser           |        | ●      | ●      | ●      |        | ●      | ●      |        | F      |        |        |
| Laser radial    | Laser radial    |        | ●      | ●      | ●      |        | ●      | ●      |        | F      |        |        |
| RS:X            | RS:X            |        |        |        | ●      | ●      | ●      |        | ●      | ●      |        | F      |
| RS:X            | RS:X            |        |        |        | ●      | ●      | ●      |        | ●      | ●      |        | F      |
| 470             | 470             | ●      | ●      | ●      |        | ●      | ●      |        | F      |        |        |        |
| 470             | 470             | ●      | ●      | ●      |        | ●      | ●      |        | F      |        |        |        |
| 49er            | 49er            |        |        | ●      | ●      | ●      |        | ●      | ●      |        | F      |        |
| 49er FX         | 49er FX         |        |        | ●      | ●      | ●      |        | ●      | ●      |        | F      |        |
| Formula Kite    | Formula Kite    |        |        |        | ●      | ●      |        | ●      | ●      |        | F      |        |
| Formula Kite    | Formula Kite    |        |        |        | ●      | ●      |        | ●      | ●      |        | F      |        |
| Finn            | Finn            | ●      | ●      | ●      |        | ●      | ●      |        | F      |        |        |        |
| Nacra 17        | Nacra 17        |        |        |        | ●      | ●      | ●      |        | ●      | ●      |        | F      |
| Finales por día | Finales por día | 0      | 0      | 0      | 0      | 0      | 0      | 0      | 3      | 2      | 4      | 3      |

## Medallistas

### Masculino
| Evento               | Oro                                           | Plata                                     | Bronce                                                              |
| -------------------- | --------------------------------------------- | ----------------------------------------- | ------------------------------------------------------------------- |
| Laser (10.08)        | Pavlos Kontidis Chipre 59 pts.                | Matthew Wearn Australia 61 pts.           | Philipp Buhl · Alemania · 70 pts.                                   |
| RS:X (12.08)         | Dorian van Rijsselberghe · Países Bajos · 58  | Kiran Badloe · Países Bajos · 85          | Louis Giard Francia 92                                              |
| Finn (09.08)         | Zsombor Berecz · Hungría · 70                 | Max Salminen · Suecia · 74                | Pieter-Jan Postma · Países Bajos · 76                               |
| 470 (09.08)          | Kévin Peponnet Jérémie Mion Francia 56        | Tetsuya Isozaki Akira Takayanagi Japón 60 | Jordi Xammar Hernández · Nicolás Rodríguez García-Paz · España · 62 |
| 49er (11.08)         | Šime Fantela · Mihovil Fantela · Croacia · 72 | Mathieu Frei Noé Delpech Francia 91       | Tim Fischer · Fabian Graf · Alemania · 93                           |
| Formula Kite (11.08) | Nicolas Parlier Francia 27                    | Guy Bridge Reino Unido 31                 | Maxime Nocher Francia 40                                            |

### Femenino
| Evento               | Oro                                                    | Plata                                                     | Bronce                                          |
| -------------------- | ------------------------------------------------------ | --------------------------------------------------------- | ----------------------------------------------- |
| Laser radial (10.08) | Emma Plasschaert · Bélgica · 66 pts.                   | Marit Bouwmeester · Países Bajos · 75 pts.                | Anne-Marie Rindom Dinamarca 85 pts.             |
| RS:X (12.08)         | Lilian de Geus · Países Bajos · 48                     | Charline Picon Francia 78                                 | Lu Yunxiu China 82                              |
| 470 (09.08)          | Ai Kondo Miho Yoshioka Japón 33                        | Silvia Mas Depares · Patricia Cantero Reina · España · 39 | Hannah Mills Eilidh McIntyre Reino Unido 41     |
| 49er FX (11.08)      | Annemiek Bekkering · Annette Duetz · Países Bajos · 89 | Tanja Frank · Lorena Abicht · Austria · 91                | Sophie Weguelin Sophie Ainsworth Reino Unido 94 |
| Formula Kite (11.08) | Daniela Moroz Estados Unidos 13                        | Yelena Kalinina · Rusia · 26                              | Alexia Fancelli Francia 40                      |

### Mixto
| Evento           | Oro                                              | Plata                                                 | Bronce                                                   |
| ---------------- | ------------------------------------------------ | ----------------------------------------------------- | -------------------------------------------------------- |
| Nacra 17 (12.08) | Ruggero Tita · Caterina Banti · Italia · 69 pts. | Nathan Outteridge Haylee Outteridge Australia 70 pts. | Santiago Lange Cecilia Carranza Saroli Argentina 72 pts. |

## Medallero
| Núm. | País           | Oro | Plata | Bronce | Total |
| ---- | -------------- | --- | ----- | ------ | ----- |
| 1    | Países Bajos   | 3   | 2     | 1      | 6     |
| 2    | Francia        | 2   | 2     | 3      | 7     |
| 3    | Japón          | 1   | 1     | 0      | 2     |
| 4    | Bélgica        | 1   | 0     | 0      | 1     |
| 4    | Chipre         | 1   | 0     | 0      | 1     |
| 4    | Croacia        | 1   | 0     | 0      | 1     |
| 4    | Estados Unidos | 1   | 0     | 0      | 1     |
| 4    | Hungría        | 1   | 0     | 0      | 1     |
| 4    | Italia         | 1   | 0     | 0      | 1     |
| 10   | Australia      | 0   | 2     | 0      | 2     |
| 11   | Reino Unido    | 0   | 1     | 2      | 3     |
| 12   | España         | 0   | 1     | 1      | 2     |
| 13   | Austria        | 0   | 1     | 0      | 1     |
| 13   | Rusia          | 0   | 1     | 0      | 1     |
| 13   | Suecia         | 0   | 1     | 0      | 1     |
| 16   | Alemania       | 0   | 0     | 2      | 2     |
| 17   | Argentina      | 0   | 0     | 1      | 1     |
| 17   | China          | 0   | 0     | 1      | 1     |
| 17   | Dinamarca      | 0   | 0     | 1      | 1     |
|      | TOTAL          | 12  | 12    | 12     | 33    |